# Helton (Cumbria)
Helton is een dorpje in het Engelse graafschap Cumbria. Het maakt deel uit van de civil parish Askham. Helton heeft meerdere vermeldingen op de Britse monumentenlijst, waaronder enkele cottages en een boerderij met bijgebouwen uit de zeventiende eeuw. In het dorp bevindt een Methodistenkapel uit 1867. De heuvels ten noorden zijn bezaaid met (prehistorische) monumenten als steenmannetjes, staande stenen en steencirkels.